# 汇川区

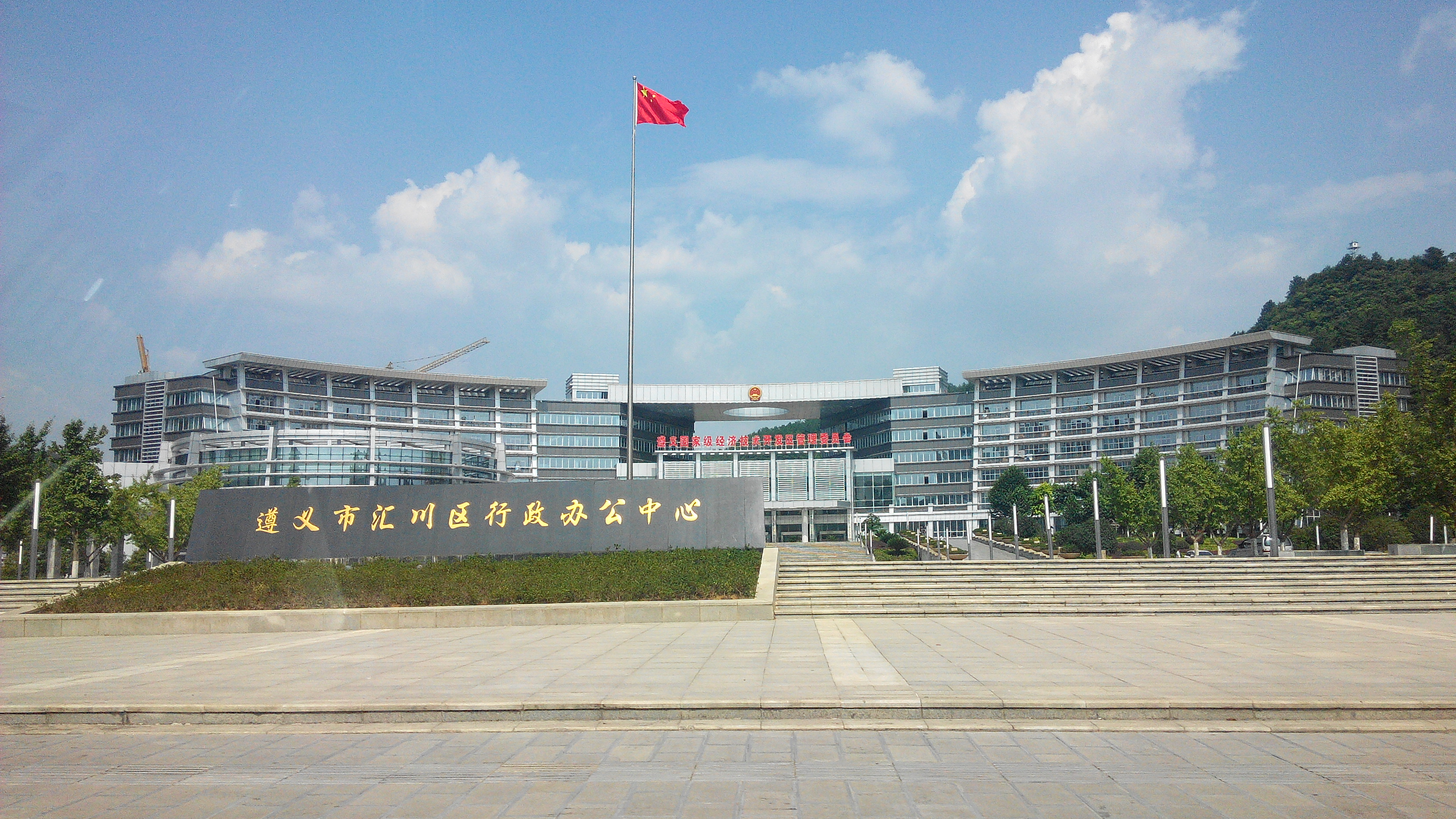
汇川区政府

汇川区是贵州省遵义市下辖的市辖区，位于贵州省北部，是遵义市的经济、政治、文化中心。于2004年5月经国务院批准成立。区域面积712平方公里，耕地面积18437公顷。下辖6个街道、8个镇、56个行政村、35个社区。
汇川区位独特，交通便捷。处于重庆“一小时经济圈”和黔中产业带的结合部，是黔北综合经济区的核心区，也是渝南与黔北经济文化的重要交汇区域。2018年10月22日，入选2018年全国农村一二三产业融合发展先导区创建名单。

## 历史沿革
1992年7月，经贵州省人民政府批准，遵义经济技术开发区成立，是全省首批成立的3个省级经济技术开发区之一。
1998年，遵义经济技术开发区党工委、管委会调整为市委、市政府的正县级派出机构。
2003年12月26日，经国务院正式批复，遵义经济技术开发区设立遵义市汇川区，并于2004年6月18日正式挂牌成立。
2004年6月18日汇川区正式挂牌成立。
2004年，高坪镇、团泽镇、泗渡镇、板桥镇由遵义县划入汇川区；
2010年，遵义经济技术开发区升级为国家级经济技术开发区。
2016年3月，国务院同意贵州省遵义市撤销遵义县，设立遵义市播州区，以原遵义县（不含山盆镇、芝麻镇、沙湾镇、毛石镇、松林镇、新舟镇、虾子镇、三渡镇、永乐镇、喇叭镇）的行政区域为播州区的行政区域，播州区人民政府驻南白镇西大街53号。将原遵义县的山盆镇、芝麻镇、沙湾镇、毛石镇、松林镇划归遵义市汇川区管辖。将原遵义市汇川区的北京路街道划归遵义市红花岗区管辖。

## 行政区划
汇川区下辖6个街道办事处、8个镇：
上海路街道、洗马路街道、大连路街道、高桥街道、董公寺街道、高坪街道、团泽镇、板桥镇、泗渡镇、沙湾镇、山盆镇、芝麻镇、松林镇和毛石镇。